# 608.º Batallón de Proyectores Antiaéreo
El 608° Batallón de Proyectores Antiaéreos (608. Flak-Scheinwerfer-Abteilung (o)) fue una unidad militar de la Luftwaffe durante la Segunda Guerra Mundial.

## Historia
Formada el 26 de agosto de 1939 en Hamburg-Altona desde partes del III Grupo/6° Regimiento Antiaéreo, con 3 Baterías (conocida como 608° Batallón de Reserva de Proyectores Antiaéreo hasta julio de 1942).
- 4° Escuadra/608° Batallón de Proyectores Antiaéreo fue formada a finales de 1941.
- 5° Escuadra/608° Batallón de Proyectores Antiaéreo fue formada en mayo de 1944(?) desde la 1° Escuadra/530° Batallón de Proyectores Antiaéreo; 4° Escuadra/608° Batallón de Proyectores Antiaéreo fue disuelta, y  reformada desde la 3° Escuadra/530° Batallón de Proyectores Antiaéreo.

## Servicios
- Marzo de 1941: en Hamburgo bajo el 123.er.
- 1 de noviembre de 1943: en Hamburg bajo la 3.ª División Antiaérea (161.er Regimiento de Proyectores Antiaéreo).
- 1 de enero de 1944: en Hamburgo bajo la 3ª División Antiaérea (161° Regimiento de Proyectores Antiaéreo).
- 1 de febrero de 1944: en Hamburgo bajo la 3ª División Antiaérea (161° Regimiento de Proyectores Antiaéreo).
- 1 de marzo de 1944: en Hamburgo bajo la 3ª División Antiaérea (161° Regimiento de Proyectores Antiaéreo).
- 1 de abril de 1944: en Hamburgo bajo la 3ª División Antiaérea (161° Regimiento de Proyectores Antiaéreo).
- 1 de mayo de 1944: en Hamburgo bajo la 3ª División Antiaérea (161° Regimiento de Proyectores Antiaéreo).
- 1 de junio de 1944: en Hamburgo bajo la 3ª División Antiaérea (161° Regimiento de Proyectores Antiaéreo).
- 1 de julio de 1944: en Hamburgo bajo la 3ª División Antiaérea (161° Regimiento de Proyectores Antiaéreo).
- 1 de agosto de 1944: en Hamburgo bajo la 3ª División Antiaérea (161° Regimiento de Proyectores Antiaéreo).
- 1 de septiembre de 1944: en Hamburgo bajo la 3ª División Antiaérea (161° Regimiento de Proyectores Antiaéreo).
- 1 de octubre de 1944: en Hamburgo bajo la 3ª División Antiaérea (161° Regimiento de Proyectores Antiaéreo).
- 1 de noviembre de 1944: en Hamburgo bajo la 3ª División Antiaérea (161° Regimiento de Proyectores Antiaéreo).
- 1 de diciembre de 1944: en Hamburgo bajo la 3ª División Antiaérea (161° Regimiento de Proyectores Antiaéreo).